# Centro Universitário Católica do Leste de Minas Gerais
O Centro Universitário Católica do Leste de Minas Gerais (Unileste) é uma instituição de ensino superior particular brasileira com sede no município de Coronel Fabriciano, no interior do estado de Minas Gerais. Foi criado como parte das obras sociais da Congregação Padres do Trabalho em 1969, configurando-se como a primeira escola de nível técnico e superior da atual Região Metropolitana do Vale do Aço.
O reconhecimento como centro universitário ocorreu em 2000 e a União Brasileira de Educação Católica (UBEC) se tornou mantenedora em 2005. Seu complexo está distribuído em dois campi — um principal em Coronel Fabriciano, que também inclui o Colégio Padre de Man, e outro em Ipatinga.

## História

### Origem e desenvolvimento

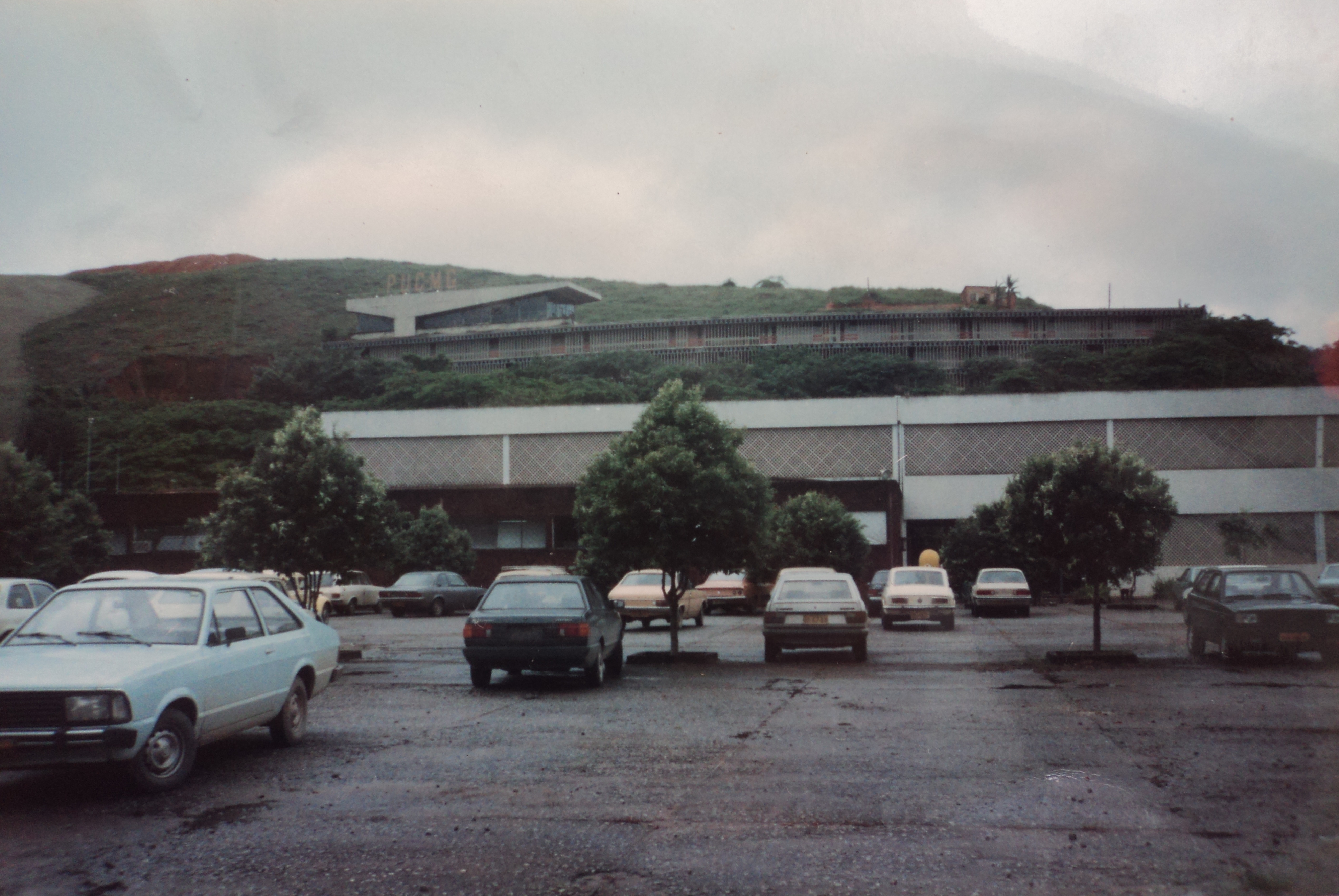
Unileste na década de 1990

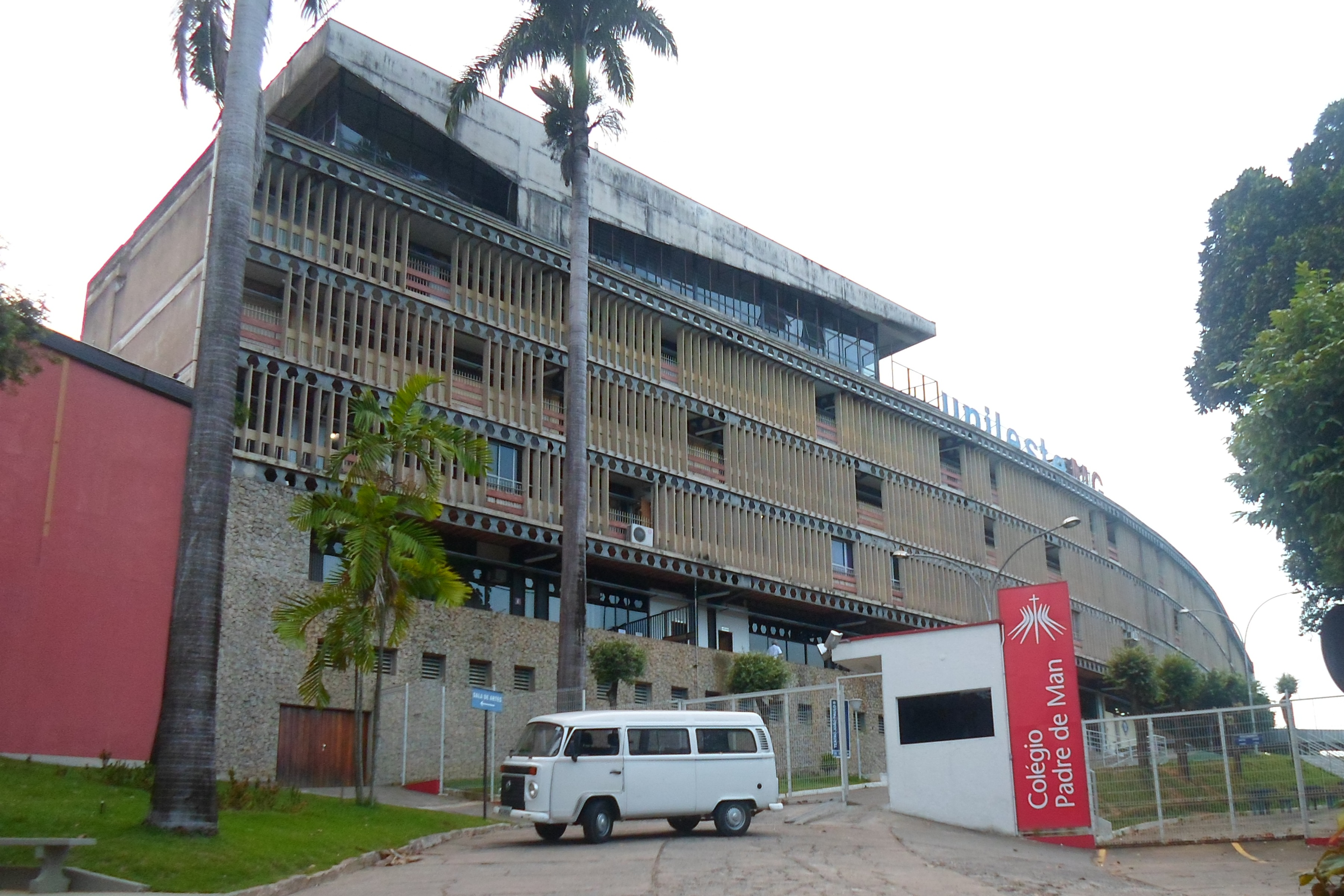
Colégio Padre de Man, no campus de Coronel Fabriciano. Foto de 2012.

A implantação das grandes indústrias da atual Região Metropolitana do Vale do Aço, bem como em outras cidades do leste de Minas Gerais, implicou um forte processo de transformação socioeconômica e cultural na região. O crescimento demográfico acelerado e, por vezes, sem controle, favoreceu o aumento do déficit habitacional e da violência. Desse modo, a Igreja Católica passou a intervir com ensinamentos religiosos e a organização de projetos sociais. Nesse sentido, a Congregação Padres do Trabalho se estabeleceu no Vale do Rio Doce, sob liderança do padre José Maria de Man, natural da Holanda, em 28 de outubro de 1963, três semanas após o episódio conhecido como Massacre de Ipatinga.
Os Padres do Trabalho atuaram em projetos sociais na região do Vale do Aço e propuseram a construção da Universidade do Trabalho (UT), a princípio, na chamada Rua do Buraco, no atual Centro de Ipatinga, em ocasião que ainda era um distrito de Coronel Fabriciano. Esse local era pretendido por se tratar de uma favela carente e com elevada incidência de prostituição, ao mesmo tempo de ser vizinha à fábrica da Usiminas, o que poderia proporcionar simultaneamente formação educacional e oportunidade profissional a essa população. No entanto, a Arquidiocese de Mariana doou o terreno da Fazenda do Caladinho, onde a instalação da universidade foi iniciada pelos Padres do Trabalho em 1965.
Com o apoio da então Diocese de Itabira, houve a construção da Universidade do Trabalho e, em anexo a esta, do Colégio Técnico de Coronel Fabriciano (CTCF) — atual Colégio Padre de Man. Dessa forma, o complexo passou a constituir a primeira escola de nível técnico e superior do Vale do Aço. O formato de "T" expresso no topo do prédio mais alto, onde está localizado o Colégio Padre de Man, remete ao primeiro emblema e sigla e significa "trabalho, tenacidade". O CTCF entrou em funcionamento em 1967 e os cursos superiores de Letras e Estudos Sociais da universidade foram iniciados em 1968, mas a fundação da UT ocorreu em 1º de abril de 1969, com a inauguração da Escola de Engenharia. Inicialmente a unidade atendia a cerca de 300 alunos, enquanto que o colégio técnico havia iniciado suas atividades com outros 400.
Em 1972, a Congregação Padres do Trabalho deu origem à Sociedade Educacional e Técnica (SEUT), que foi encarregada da construção dos bairros Universitário, visando a servir de moradia aos estudantes, e Professores, conjunto de moradias elitizado criado a fim de abrigar os professores e funcionários em Coronel Fabriciano. Em 13 de outubro de 1976, a propriedade da SEUT foi doada à Sociedade Mineira de Cultura (SMC), mesma mantenedora da Universidade Católica de Minas Gerais (UCMG), atual Pontifícia Universidade Católica de Minas Gerais (PUC Minas). Essa foi uma das últimas ações de José Maria de Man, falecido em Contagem em 1981.

### Reformulação e consolidação

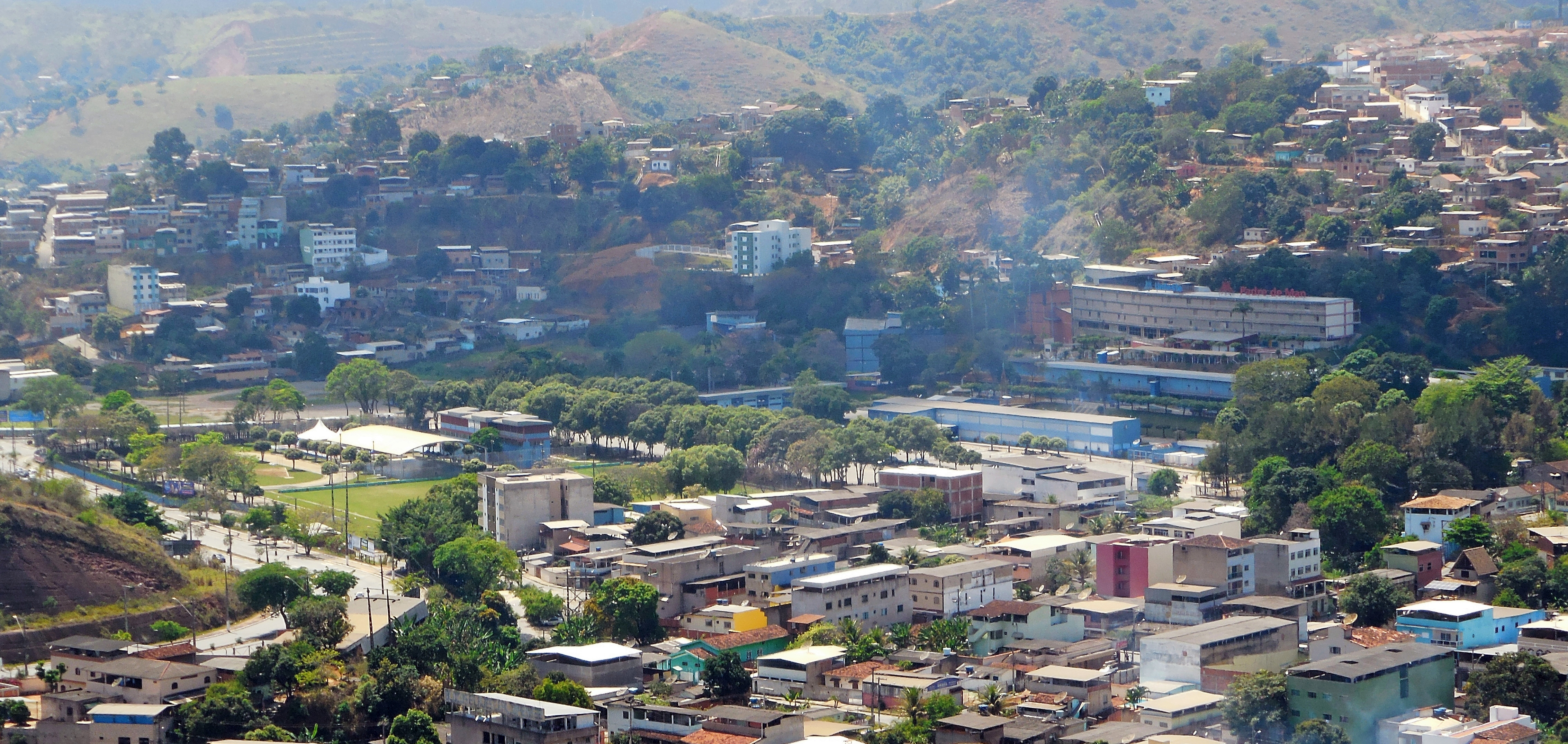
Unileste em meio aos bairros residenciais de sua vizinhança: Aparecida do Norte (em primeiro plano), Universitário (à direita) e Morada do Vale (ao fundo). À esquerda a Avenida Tancredo Neves.

A doação da antiga Universidade do Trabalho à Sociedade Mineira de Cultura manteve a instituição de Coronel Fabriciano como campus da PUC até 1990. Neste ano, reivindicações que não foram acatadas pela PUC, como a criação de novos cursos, investimentos e autonomia social e econômica em relação ao campus principal de Belo Horizonte, associadas a problemas financeiros nos últimos anos da década de 80, levaram ao anúncio do fechamento do campus do Vale do Aço pela PUC. Esse acontecimento foi efeito direto da crise gerada pela hiperinflação, situação que assolava todo o país nessa virada de década e que levou a uma significativa redução na quantidade de estudantes.
A desativação da universidade era dada como certa e houve manifestações na cidade contra o fim das atividades em 1990, o que incentivou a devolução de seu patrimônio à SEUT e a posterior criação do Instituto Católico de Minas Gerais (ICMG). Sendo assim, esse órgão, vinculado à Diocese de Itabira-Fabriciano, assumiu a manutenção da instituição de ensino sob a direção de Dom Lélis Lara. O religioso, atuante em diversas obras sociais na região do Vale do Aço, assim como o padre José Maria de Man, intermediou a mobilização de diversas frentes, lideranças e entidades locais em prol da continuidade do funcionamento da universidade. Com a alteração na administração, o centro de ensino adquiriu o nome e a sigla de sua nova gestora (ICMG).
O reconhecimento como centro universitário ocorreu em 5 de junho de 2000, o que levou a instituição a ser transformada no Centro Universitário do Leste de Minas Gerais (Unileste-MG), conforme vinha sendo projetado pelo ICMG. Esse processo favoreceu a ampliação do alcance da instituição de ensino pelos municípios do Vale do Aço e nas cidades do entorno. Posteriormente, foram criados os campi de Ipatinga e Timóteo (este extinto mais tarde) e houve a inserção de diversos novos cursos, chegando a ter um total de 27 em 2007. Esse era um contexto de expansão do ensino superior no Brasil, aliada à introdução de mecanismos de acesso de alunos de baixa renda às faculdades do país pelo Governo Federal.
Em 2005, a União Brasileira de Educação Católica (UBEC) se tornou mantenedora do centro universitário, a partir de uma proposta do próprio ICMG e da diocese, como forma de garantir maior segurança financeira ao Unileste. A sigla "Unileste-MG" foi simplificada para "Unileste" em 2011, como parte de uma reforma de identidade visual. Em 10 de maio de 2019, foi publicada no Diário Oficial da União a alteração do nome "Centro Universitário do Leste de Minas Gerais" para "Centro Universitário Católica do Leste de Minas Gerais".

## Cursos e infraestrutura

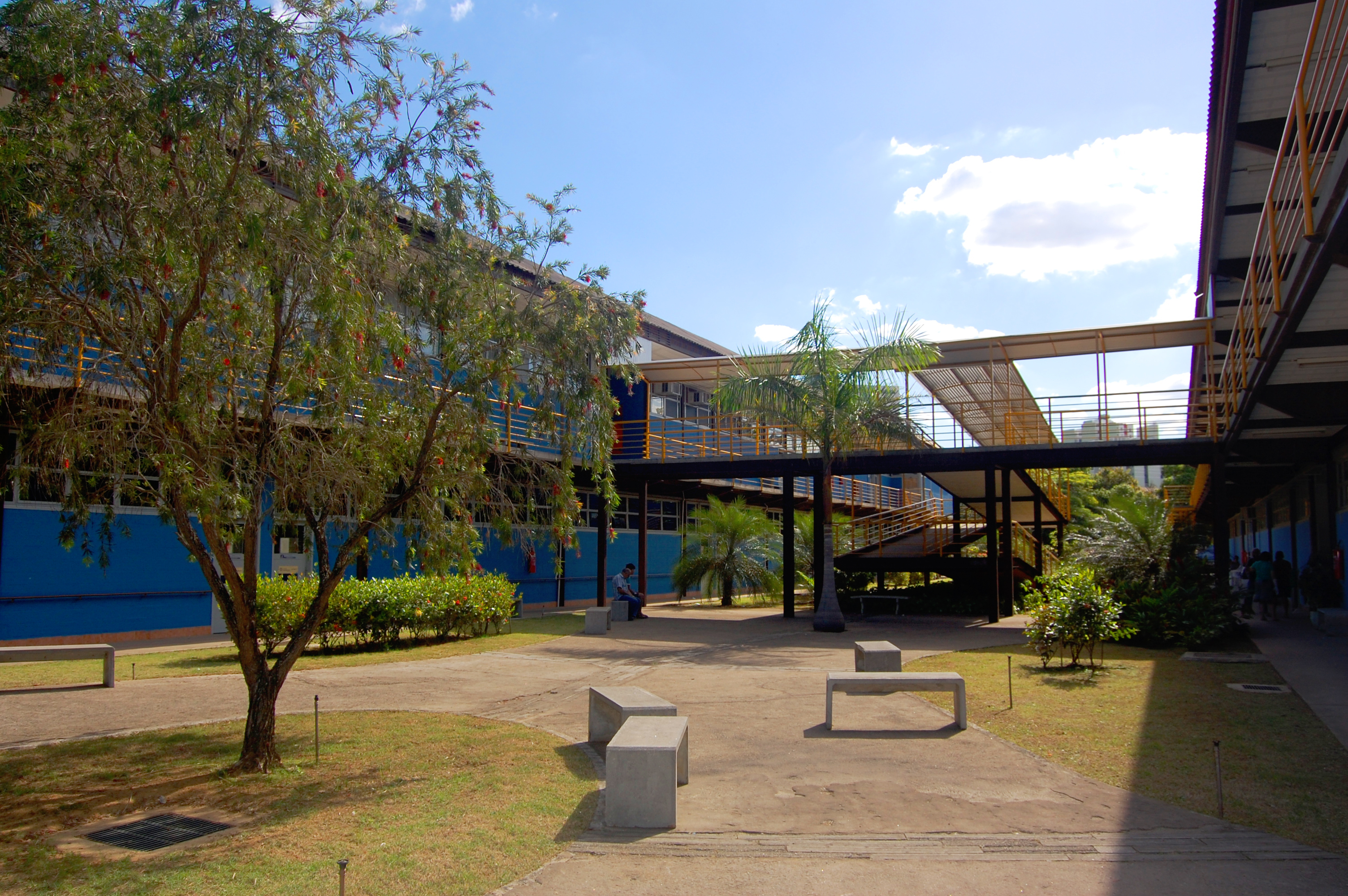
Interior do campus de Ipatinga, no bairro Bom Retiro.

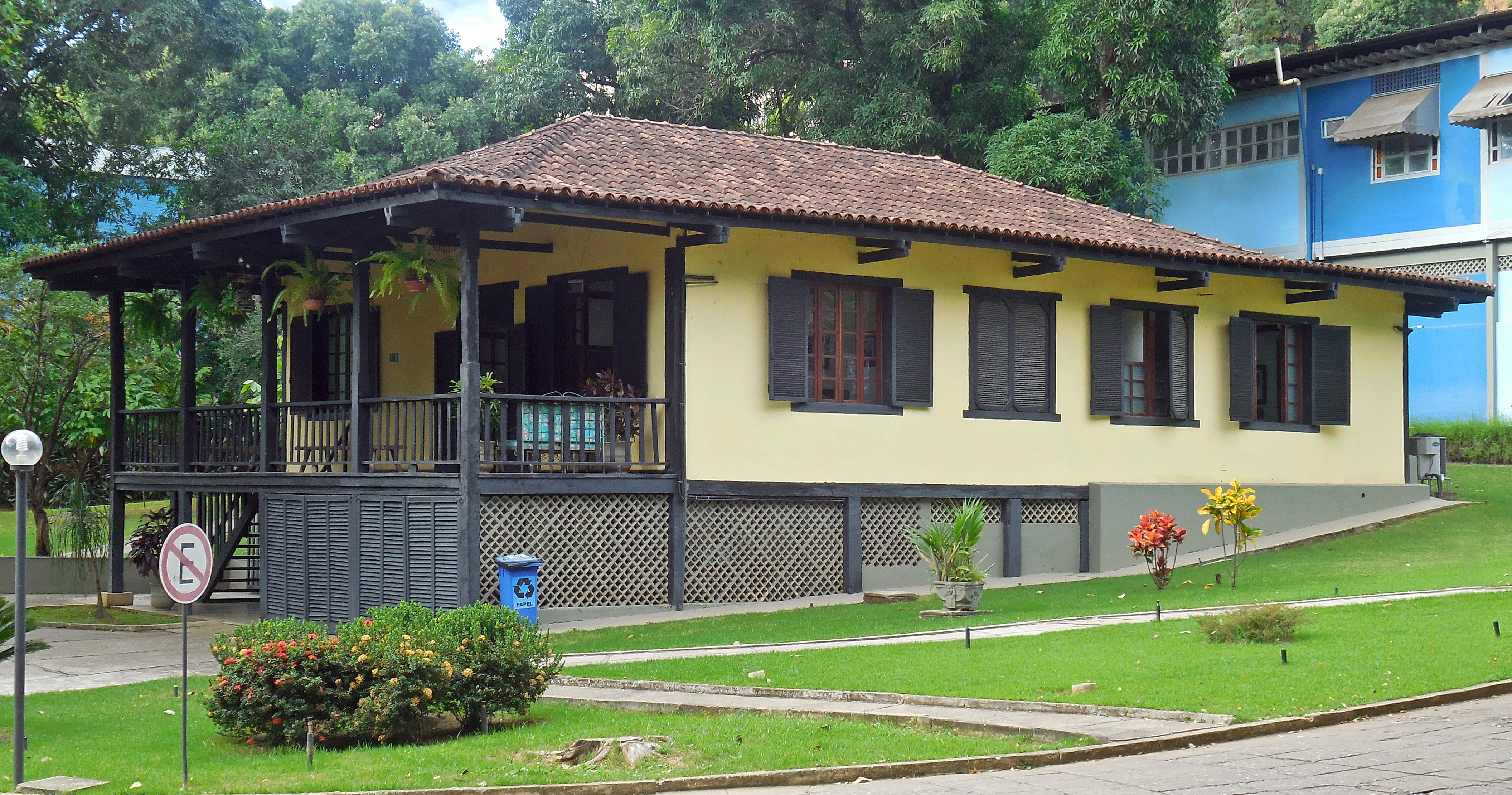
Vista da "Fazendinha", patrimônio cultural de Coronel Fabriciano.

A instituição disponibilizava 23 cursos de graduação dentro das áreas de ciências sociais e aplicadas, politécnica, educação e saúde, além de formação técnica na modalidade à distância e pós-graduação, segundo informações de dezembro de 2019. Ademais, o centro universitário exerce atividades de ensino, pesquisa e extensão em diversas áreas do conhecimento. Dentre atividades de pesquisa cabe ressaltar a produção do Plano Diretor de Desenvolvimento Integrado (PDDI) da Região Metropolitana do Vale do Aço, finalizado em 2018. Também há fornecimento de serviços à comunidade pelos estudantes sob coordenação dos professores, como por exemplo aulas de ginástica ao público infantil, atendimentos psicológicos e práticas de direito.
O campus principal do Unileste, em Coronel Fabriciano, possui cerca de 128 mil m², dos quais 18 mil m² eram de áreas construídas até 2008. Essa unidade é equipada com o Auditório Padres do Trabalho (com 99 lugares), Auditório Sr. Zezinho (110 lugares), o Centro Esportivo Aldir Castro Chaves (três quadras esportivas e dois campos) e laboratórios das áreas de química, eletrônica, mecânica, elétrica, telecomunicações e automação industrial. No campus de Coronel Fabriciano também está localizado o Colégio Padre de Man. Abaixo do estacionamento do centro universitário passa o ribeirão Caladinho, cujo trecho do manancial é canalizado. A unidade do Unileste de Ipatinga, por sua vez, corresponde à Escola de Saúde.
O campus do Unileste de Coronel Fabriciano abriga marcos como a Fazendinha, que foi planejada como réplica da sede da fazenda que existia anteriormente à construção do centro universitário e funcionou inicialmente como casa de hóspedes; o Teatro João Paulo II, construído no andar térreo do Colégio Padre de Man em 1978; e o Museu Padre Joseph Cornélius Marie de Man, que tem formato de um círculo e cuja edificação é datada da década de 1970. No entanto, o museu foi implantado em 13 de julho de 1993. Essas três construções foram tombadas como patrimônio cultural do município em 1997. Também cabe ser ressaltada a Biblioteca Dom Serafim Cardeal Fernandes Araújo (Biblioteca Central), que é aberta ao público e possui um dos maiores acervos bibliográficos da região.